# هاسه‌کورا تسونه‌ناگا
هاسه‌کورا تسونه‌ناگا (به ژاپنی: 支倉六右衛門常長)؛ (زاده ۱۵۷۱، درگذشته ۷ اوت ۱۶۲۲) یکی از اشراف مقیم روم، از تبار امپراتوری ژاپن از نسل امپراتور کامو و یک سامورایی و ملازم داته ماسامونه دایمیوی سندای و از اهالی ژاپن بود.

## نگارخانه

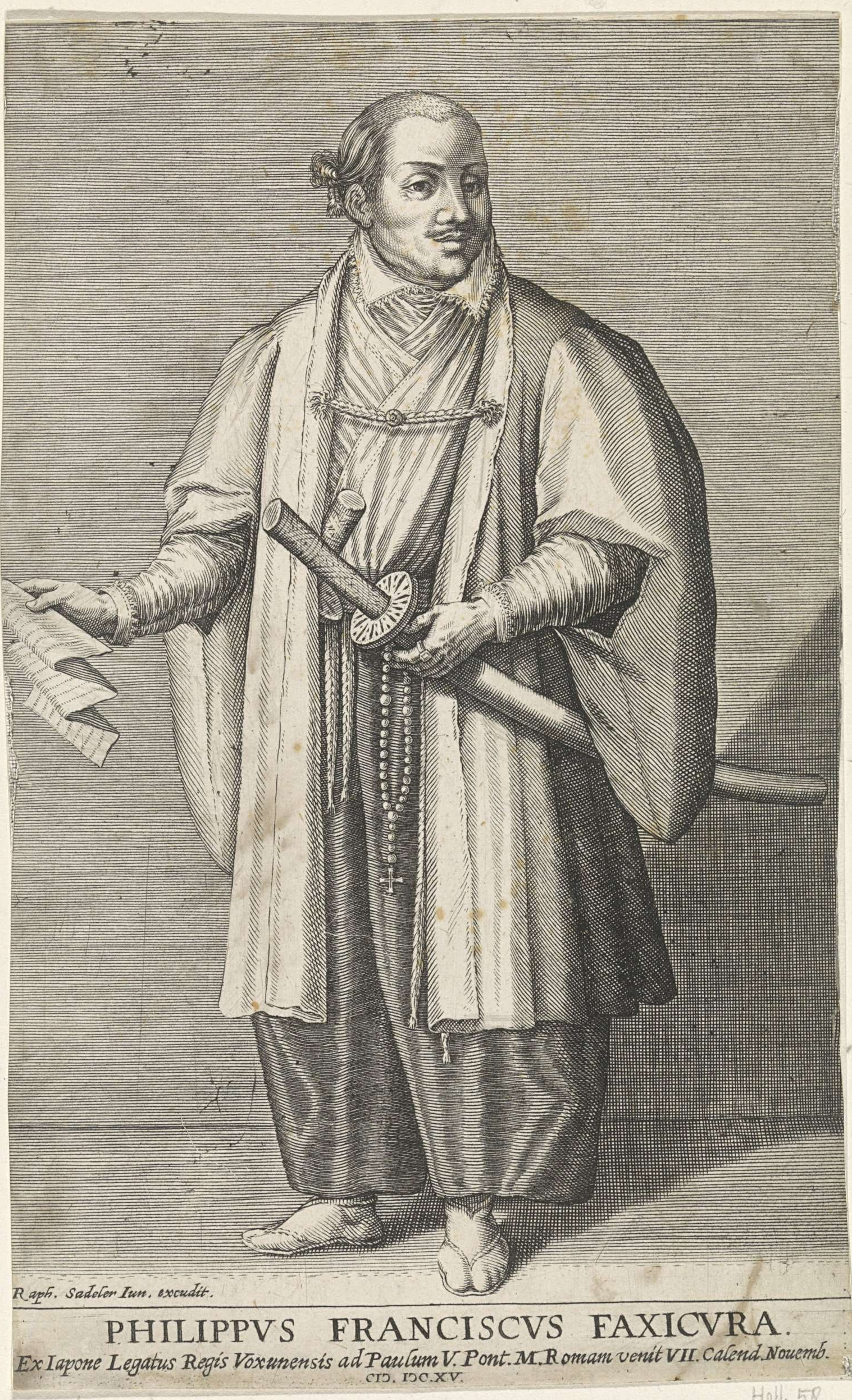
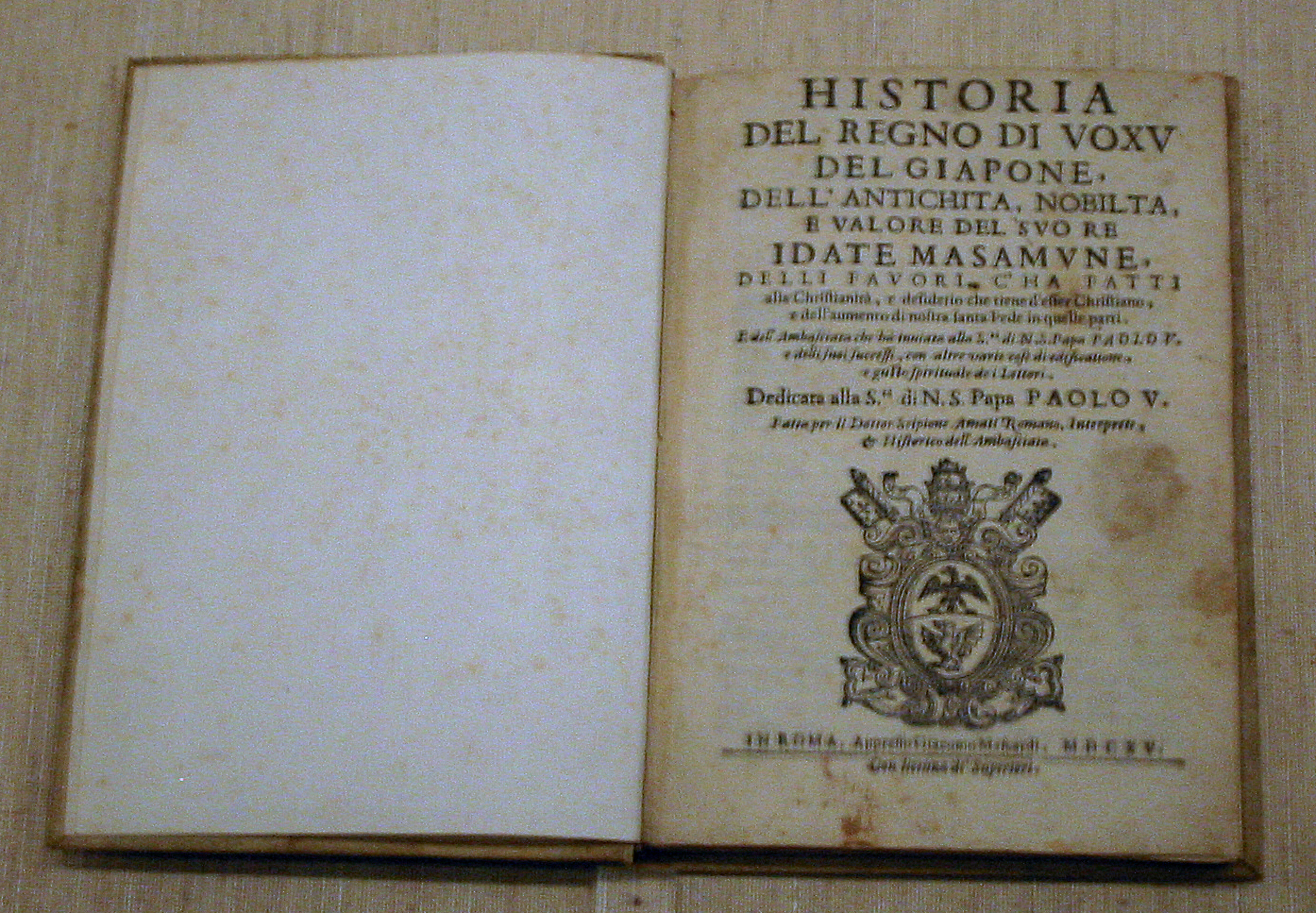
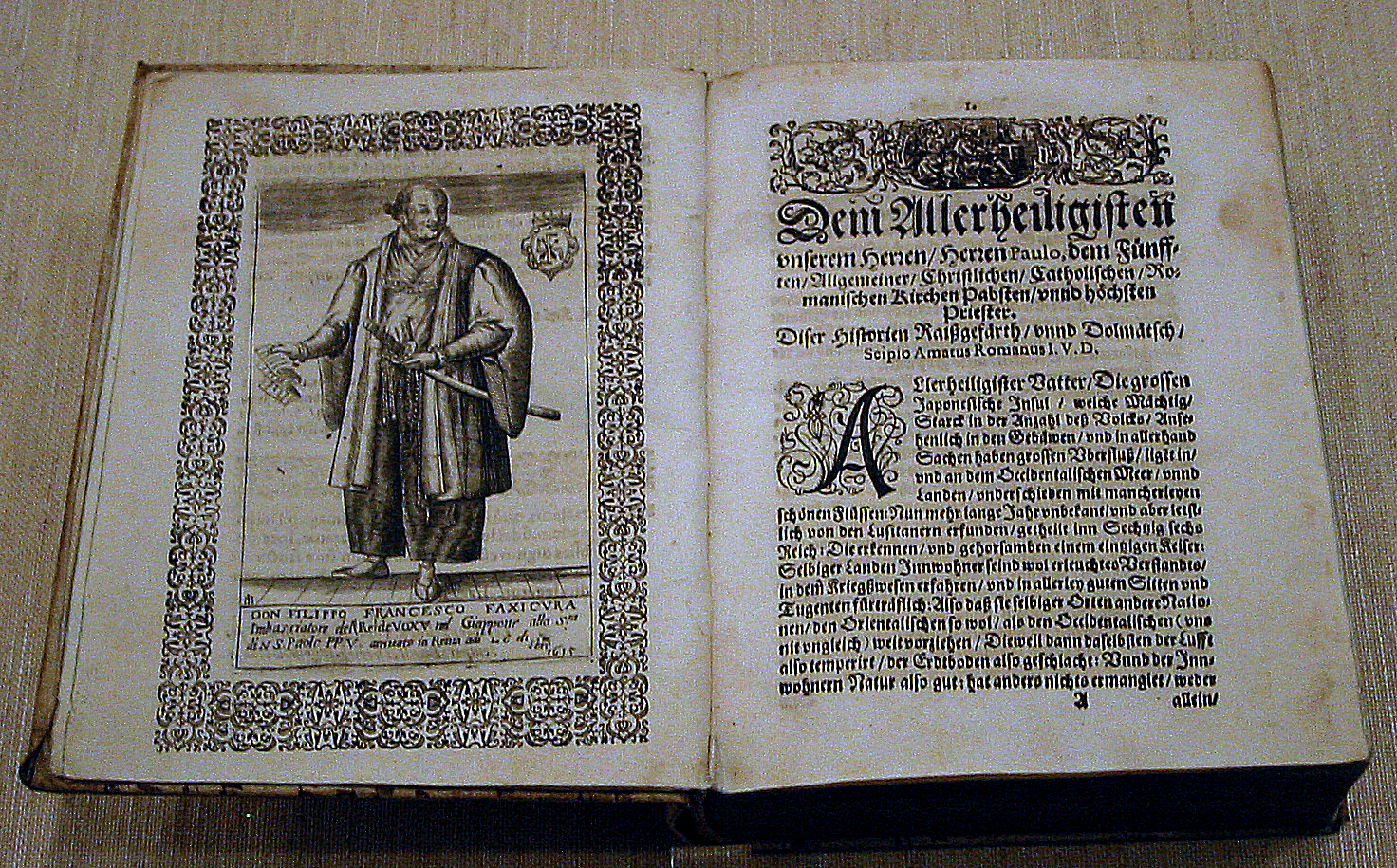
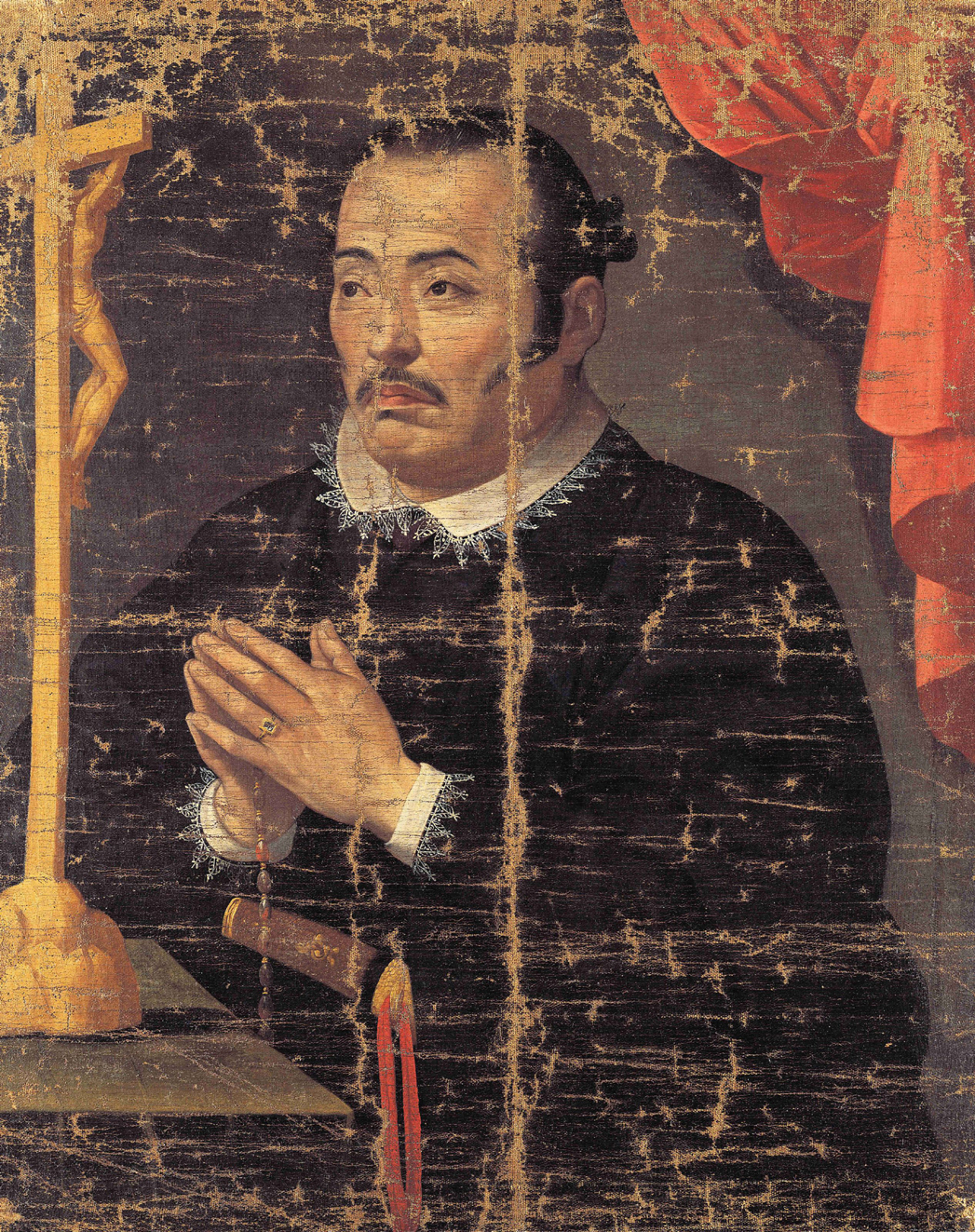